# Cahiers de biologie marine
Cahiers de biologie marine (CBM) es una revista científica francesa trimestral internacional, fundada en 1960, publicada por la Estación Biológica de Roscoff - Universidad de París.
Los artículos publicados se someten previamente a un comité de lectura, compuesto por mínimo de dos miembros cuyo nombre no se da a conocer antes de publicarlos.
Los artículos se publican en inglés, con un resumen en francés, y cubren todos los aspectos relacionados con investigaciones de oceanografía, de ecología marina y de biología de los organismos marinos, efectuadas por la propia estación biológica en el canal de la Mancha, en el océano Atlántico, en el mar de Japón o bien en Santa Cruz, en California.